# Powiatowe Muzeum Ziemi Głubczyckiej
Powiatowe Muzeum Ziemi Głubczyckiej – muzeum położone w Głubczycach. Placówka jest jednostką organizacyjną powiatu głubczyckiego i mieści się w budynku głubczyckiego ratusza.

## Historia
Muzeum jest kontynuatorem tradycji powstałego w 1910 roku Muzeum Miasta i Powiatu Głubczyckiego. Placówka ta mieściła się do 1916 roku w budynku gimnazjum przy klasztorze o. o. franciszkanów. W latach 1916-1922 zbiory przeniesiono do Nysy. Po zakończeniu tego okresu eksponaty powróciły do Głubczyc. Podczas II wojny światowej część zbiorów została rozgrabiona, część zaś trafiła do muzeów w Raciborzu i Opolu.

Reaktywacja muzeum w Głubczycach nastąpiła dopiero w 2001 roku. Początkowo placówka mieściła się w budynku Zespołu Szkół Rolniczego Centrum Kształcenia Ustawicznego przy ul. Niepodległości 2. W 2008 roku zakończono remont pomieszczeń w głubczyckim ratuszu, gdzie przeniesiono większość zbiorów.
Aktualnie w muzeum prezentowane są wystawy: historyczna, związana z okresem II wojny światowej oraz etnograficzna, ukazująca pamiątki i kulturę kresową. Prezentowana jest również wystawa związana z tutejszym browarnictwem.
Muzeum jest obiektem całorocznym, czynnym z wyjątkiem poniedziałków i sobót.